# 2002/2003 ISUジュニアグランプリシリーズ
2002/2003 ISUジュニアグランプリシリーズ（2002/2003 ISU Junior Series of Figure Skating）は、国際スケート連盟が承認するフィギュアスケート・アイスダンスにおける2002-2003年シーズンのISUジュニアグランプリの総称。

## 概要
当シリーズでは、8大会での総合成績が上位となった男子シングルの8人、女子シングルの9人とペア、アイスダンスの各8組がJGPファイナルに進んだ。
JGPファイナルでは、日本の安藤美姫が女子選手として史上初めて4回転ジャンプ（サルコウジャンプ）を成功させた。

## 開催地と日程
- JGPクールシュベル（クールシュベル）：2002年8月21日-25日
- JGPベオグラード・スパロー（ベオグラード）：2002年9月12日-15日
- JGPアリゾナ（スコッツデール）：2002年9月19日-22日
- JGPモントリオール（モントリオール）：2002年9月26日-29日
- JGPスケートスロバキア（ブラチスラヴァ）：2002年10月3日-6日
- JGPブラオエン・シュベルター杯（ケムニッツ）：2002年10月10日-13日
- JGP北京（北京）：2002年10月17日-20日
- JGPトラパネーゼ杯（ミラノ）：2002年10月30日-11月3日
- JGPファイナル（ハーグ）：2002年12月12日-15日

## 競技結果

### 男子シングル
| 大会名                        | 金                         | 銀                     | 銅                         |
| JGPクールシュベル             | アレクサンドル・シュービン | エヴァン・ライサチェク | ジョーダン・ブラウニンガー |
| JGPベオグラード・スパロー     | ショーン・ソーヤー         | Wesley Campbell        | リ・ソンチョル             |
| JGPアリゾナ                   | アンドレイ・グリアゼフ     | パーカー・ペニングトン | ケン・ローズ               |
| JGPモントリオール             | アンドレイ・グリアゼフ     | エヴァン・ライサチェク | ジャマル・オスマン         |
| JGPスケートスロバキア         | アレクサンドル・シュービン | 織田信成               | ヤニック・ポンセロ         |
| JGPブラオエン・シュベルター杯 | セルゲイ・ドブリン         | トマシュ・ベルネル     | ニコラス・ラローシュ       |
| JGP北京                       | ミハイル・マゲロフスキー   | 益叡                   | 呉家亮                     |
| JGPトラパネーゼ杯             | セルゲイ・ドブリン         | パーカー・ペニングトン | ジャマル・オスマン         |
| ISU JGPファイナル             | アレクサンドル・シュービン | セルゲイ・ドブリン     | パーカー・ペニングトン     |

### 女子シングル
| 大会名                        | 金                     | 銀                         | 銅                       |
| JGPクールシュベル             | カロリーナ・コストナー | アリッサ・シズニー         | Signe Ronka              |
| JGPベオグラード・スパロー     | 太田由希奈             | アドリアナ・デサンクティス | アリマ・ゲルシュコヴィチ |
| JGPアリゾナ                   | 鈴木明子               | ベアトリサ・リャン         | Felicia Beck             |
| JGPモントリオール             | 安藤美姫               | ローアン・ドノヴァン       | シンシア・ファヌフ       |
| JGPスケートスロバキア         | リナ・ヨハンソン       | アリッサ・シズニー         | Natalie Mecher           |
| JGPブラオエン・シュベルター杯 | オリガ・ナイヂョノワ   | アドリアナ・デサンクティス | ジェナ・マッコーケル     |
| JGP北京                       | 安藤美姫               | ベアトリサ・リャン         | イェビン・モク           |
| JGPトラパネーゼ杯             | 太田由希奈             | Signe Ronka                | パヴク・ヴィクトーリア   |
| ISU JGPファイナル             | 太田由希奈             | カロリーナ・コストナー     | 安藤美姫                 |

### ペア
| 大会名                        | 金                                              | 銀                                                    | 銅                                                    |
| JGPクールシュベル             | カーラ・モントゴメリー and ライアン・アーノルド | エレーナ・リアブチュク and スタニスラフ・ザハロフ     | アナスタシア・クズミナ and スタニスラフ・エフドキモフ |
| JGPベオグラード・スパロー     | マリア・ムホルトワ and パーヴェル・レベデフ     | アナスタシア・クズミナ and スタニスラフ・エフドキモフ | Amy Howerton and スティーブン・ポッテンジャー         |
| JGPアリゾナ                   | 丁楊 and 任重非                                 | ジェニファー・ドン and ジョナソン・ハント             | ブリタニー・ヴァイス and ニコラス・コール             |
| JGPモントリオール             | 丁楊 and 任重非                                 | Tiffany Stiegler and Johnnie Stiegler                 | ジェシカ・デュベ and サミュエル・テトロー             |
| JGPスケートスロバキア         | ユリア・カルボフスカヤ and セルゲイ・スラフノフ | シャンタル・ポワリエ and Jesse Sturdy                 | ティファニー・ヴァイス and ラウレアーノ・イバーラ     |
| JGPブラオエン・シュベルター杯 | ジェシカ・デュベ and サミュエル・テトロー       | マリア・ムホルトワ and パーヴェル・レベデフ           | Tiffany Stiegler and Johnnie Stiegler                 |
| JGP北京                       | 張丹 and 張昊                                   | ティファニー・ヴァイス and ラウレアーノ・イバーラ     | タチアナ・ココレワ and エゴール・ゴロフキン           |
| JGPトラパネーゼ杯             | ユリア・カルボフスカヤ and セルゲイ・スラフノフ | ジェニファー・ドン and ジョナソン・ハント             | Veronika Havlíčková and Karel Štefl                   |
| ISU JGPファイナル             | 丁楊 and 任重非                                 | ジェシカ・デュベ and サミュエル・テトロー             | ジェニファー・ドン and ジョナソン・ハント             |

### アイスダンス
| 大会名                        | 金                                                      | 銀                                                      | 銅                                                      |
| JGPクールシュベル             | オクサナ・ドムニナ and マキシム・シャバリン             | クリスティーナ・バイアー and ウィリアム・バイアー       | Melissa Piperno and Liam Dougherty                      |
| JGPベオグラード・スパロー     | オクサナ・ドムニナ and マキシム・シャバリン             | マリアナ・コズロワ and セルゲイ・バラノフ               | アレクサンドラ・ザレツキー and ロマン・ザレツキー       |
| JGPアリゾナ                   | ホフマン・ノーラ and エレク・アティッラ                 | オルガ・オルロワ and マキシム・ボロチン                 | Loren Galler-Rabinowitz and David Mitchell              |
| JGPモントリオール             | ナタリア・ミハイロワ and アルカジー・セルゲーエフ       | アレシア・オウレリ and アンドレア・バトゥーリ           | モーガン・マシューズ and マキシム・ザボジン             |
| JGPスケートスロバキア         | エレーナ・ロマノフスカヤ and アレクサンドル・グラチェフ | アンナ・ザドロズニュク and セルゲイ・ベルビーロ         | Siobhan Karam and Joshua Mcgrath                        |
| JGPブラオエン・シュベルター杯 | ホフマン・ノーラ and エレク・アティッラ                 | マリアナ・コズロワ and セルゲイ・バラノフ               | アレクサンドラ・ザレツキー and ロマン・ザレツキー       |
| JGP北京                       | クリスティーナ・バイアー and ウィリアム・バイアー       | エカテリーナ・ルブレワ and イワン・シェフェル           | Loren Galler-Rabinowitz and David Mitchell              |
| JGPトラパネーゼ杯             | アレシア・オウレリ and アンドレア・バトゥーリ           | エレーナ・ロマノフスカヤ and アレクサンドル・グラチェフ | Melissa Piperno and Liam Dougherty                      |
| ISU JGPファイナル             | オクサナ・ドムニナ and マキシム・シャバリン             | ホフマン・ノーラ and エレク・アティッラ                 | エレーナ・ロマノフスカヤ and アレクサンドル・グラチェフ |

## 各国メダル数
| 順 | 国・地域       | 金 | 銀 | 銅 | 計 |
| -- | -------------- | -- | -- | -- | -- |
| 1  | ロシア         | 17 | 7  | 4  | 28 |
| 2  | 日本           | 6  | 1  | 1  | 8  |
| 3  | 中国           | 4  | 1  | 1  | 6  |
| 4  | カナダ         | 3  | 3  | 7  | 13 |
| 5  | イタリア       | 2  | 2  | 0  | 4  |
| 6  | ハンガリー     | 2  | 1  | 1  | 4  |
| 7  | ドイツ         | 1  | 1  | 0  | 2  |
| 8  | スウェーデン   | 1  | 0  | 0  | 1  |
| 9  | アメリカ合衆国 | 0  | 16 | 14 | 30 |
| 10 | ウクライナ     | 0  | 3  | 0  | 3  |
| 11 | チェコ         | 0  | 1  | 1  | 2  |
| 12 | イスラエル     | 0  | 0  | 2  | 2  |
| 12 | スイス         | 0  | 0  | 2  | 2  |
| 14 | フランス       | 0  | 0  | 1  | 1  |
| 14 | イギリス       | 0  | 0  | 1  | 1  |
| 14 | 北朝鮮         | 0  | 0  | 1  | 1  |